# La Chaize-le-Vicomte
La Chaize-le-Vicomte – miejscowość i gmina we Francji, w regionie Kraj Loary, w departamencie Wandea.
Według danych na rok 1990 gminę zamieszkiwało 2287 osób, a gęstość zaludnienia wynosiła 46 osób/km² (wśród 1504 gmin Kraju Loary La Chaize-le-Vicomte plasuje się na 243. miejscu pod względem liczby ludności, natomiast pod względem powierzchni na miejscu 75.).